# Coleophorides
Coleophorides é um gênero de traça pertencente à família Agonoxenidae.